# 細木美和
細木 美和（ほそき みわ、1976年12月2日 - ）は、日本の元女優、元タレントである。

## 人物
神奈川県横浜市生まれ。横浜市立帷子小学校、横浜市立宮田中学校を経て、神奈川県立舞岡高等学校卒業。身長 168cm、血液型 B型、趣味で特技は水泳とダンスである。
活動初期
1994年（平成6年）にデビューし、翌年春にはミュージカル『美少女戦士セーラームーン』における主要キャラクター・初代セーラープルート/冥王せつな役に選出され夏公演に出演した。同ミュージカルでは、冬公演にも引き続き出演予定であったが、斉藤レイに代わった。
「タミヤRCカーグランプリ」での個性的なリポーターぶりが一部で評判を呼び、模型雑誌「モデルグラフィックス」誌上で大々的に取り上げられたこともあった。さらに近畿地方で放送されたKTV「紳助の人間マンダラ」のレギュラー出演で、関西を中心にお茶の間に名を知られることとなる。
ワンダフルガール
1997年（平成9年）にTBS『ワンダフル』の、知名度を上げる入れ替わりの激しかった1期の中で、最後まで残留し卒業したメンバーの1人である（ただ、隔週火曜日は「〜マンダラ」収録で大阪に滞在した為欠席していた）。
その後
所属芸能事務所は、スターダストプロモーションであり、その後もテレビ番組やテレビドラマなどに出演していた。しかしながら、2006年（平成18年）7月をもって芸能界から引退した。
引退後には、タレントの島田紳助がプロデュースしたフォークソングバー「BAR HASEGAWA」のゼネラルマネジャーとして、2009年（平成21年）12月末まで勤務していた。

## 主な出演作品

### 1994年
- ANB 「MEW」、「HIP」

### 1995年
- NTV 「どんまい!SPORTS&Wide」
- 〜1997年3月　TX 「タミヤRCカーグランプリ」
- ミュージカル 「美少女戦士セーラームーン」 （サンシャイン劇場他）　- 冥王せつな／セーラープルート 役

### 1996年
- 4〜6月　CX 「勝利の女神」
- 4月〜2002年3月まで　KTV 「紳助の人間マンダラ」

### 1997年
- 1月〜2月　ANB  ウイークエンドドラマ「お天気お姉さん」主演　仲代桂子 役
- 4月〜6月　NTV 「せいぎのみかた」- 中西由紀 役
- 6月　NTV 「FiVE」
- 7月〜2001年3月　KTV 「SOLD OUT」
- 8月〜9月　ANBウイークエンドドラマ 「ギャルボーイ!」- 野田チエミ 役
- 1997年10月〜1998年9月　TBS 「ワンダフル」

### 1998年
- 2月　ANB 「おそるべしっっ!!!音無可憐さん」
- 10月〜12月　TBS 「おはようクジラ」

### 2000年
- 2月　CX 「お水の花道」- 静香 役
- 6月　NHK NHK連続テレビ小説「私の青空」
- 7月　TBS TBSワンダフルミニドラマ「IZI〜女が闘うとき〜」クラブホステス編
- 8月　NTV shin-D「OLポリス」
- 9月　NTV 怖い日曜日「忘れ物」

### 2001年
- 1月　NTV 「Shin-D〜OLポリス2　コギャルポリス編」
- 4〜9月　NBN 「Bella II（ベラ　ドゥーエ）」
- 7月　CX 「ファイティングガール」
- 10月　NTV D-TODAY「OLポリス」

### 2002年
- 2月　ANB 「いきなり!黄金伝説」
- 6月　NHK HVスペシャル「量刑」
- 10〜12月　TVK 「海遊時間」
- 11月　ANB 土曜ワイド劇場「京都（秘）仕事人2」

### 2003年
- 1月〜3月　NTV 「よい子の味方〜新米保育士物語〜」
- 5月　CX 「お厚いのがお好き?」
- 6月　BS-i 恋する日曜日「Still IM IN MY WITH YOU」
- 9月　ANB 土曜ワイド劇場「ラーメン刑事「龍」の殺人推理4」- 水内かりん 役
- 10月　EX 土曜ワイド劇場「温泉若おかみの殺人推理13」- 千代菊 役

### 2004年
- 1月　ABC「朝だ!生です旅サラダ」